# Südtiroler Landesmuseum für Kultur- und Landesgeschichte
Das Südtiroler Landesmuseum für Kultur- und Landesgeschichte dient der Dokumentation und Erforschung der Landesgeschichte Tirols. Es befindet sich auf Schloss Tirol bei Dorf Tirol in Südtirol.

## Ausstellung
Der Museumsparcours thematisiert die komplexe Baugeschichte von Schloss Tirol und führt unter anderem durch den Rittersaal sowie die untere und obere Kapelle. Im Kaisersaal werden die bedeutendsten Stücke der sich im Aufbau befindlichen Sammlung gezeigt und die mittelalterliche Gesellschaft beleuchtet. Im weiteren Verlauf wird die frühe Neuzeit in Tirol mit Schwerpunktsetzung auf die Rechtspflege dargestellt. Das 19. Jahrhundert wird aus der Perspektive der zeitgenössischen Rezeption des „nationalen Denkmals“ Schloss Tirol betrachtet. Der Bergfried ist der Südtiroler Zeitgeschichte gewidmet und wurde 2016 als Turm der Erinnerungen neu konzeptioniert. Außerdem werden auch Funde und Erkenntnisse der archäologischen Grabungen im und um das Schloss präsentiert.

## Sonderausstellungen (Auswahl)

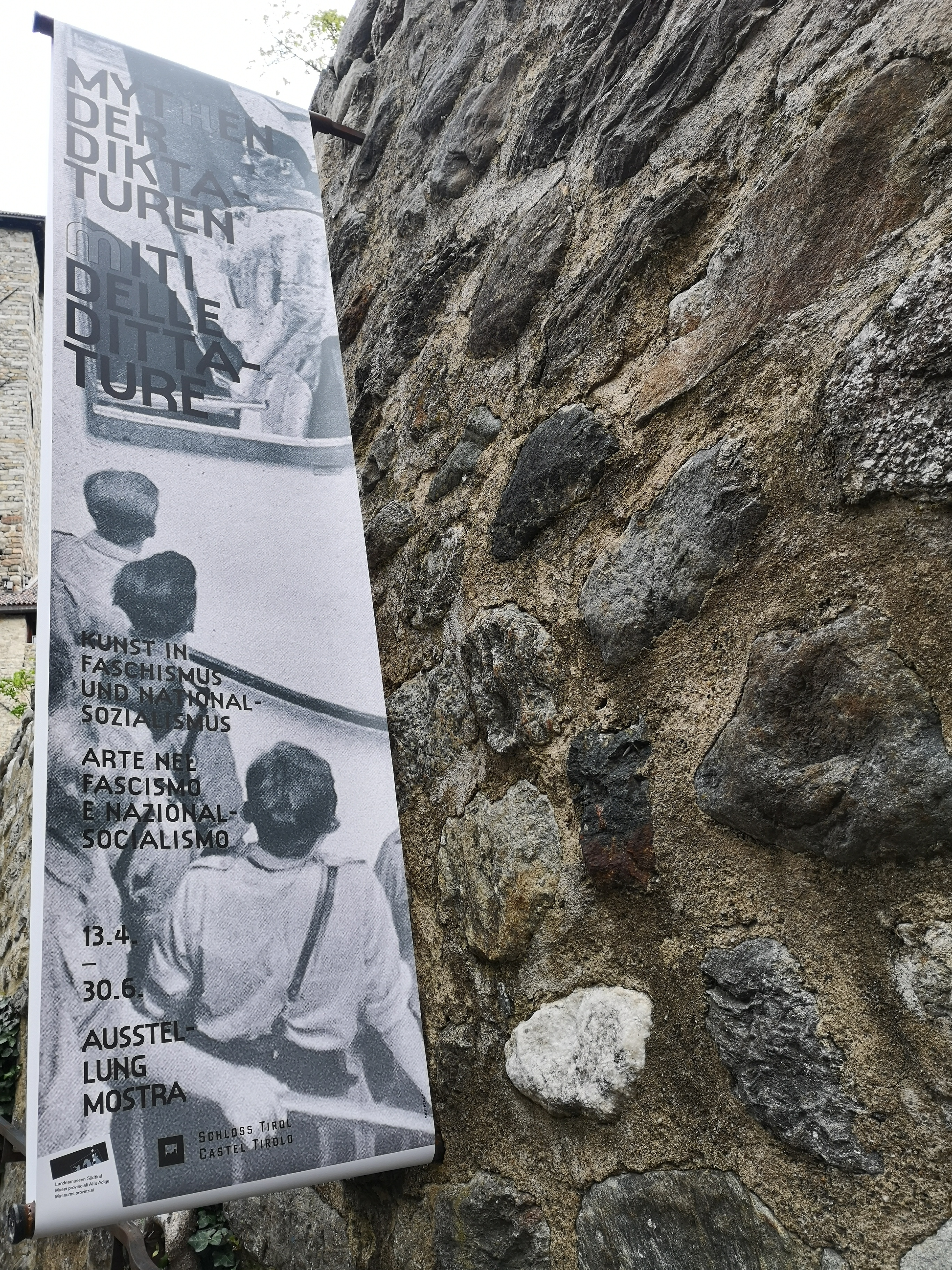
Banner der Ausstellung Mythen der Diktaturen im Innenhof von Schloss Tirol, 2019

- 2014: „Der Gesang des Todes“. Robert Musil und der Erste Weltkrieg[2]
- 2014: Das bedrohte Paradies. Heinrich Kühn fotografiert in Farbe
- 2015: Der Traum von späteren Leben – Kinderporträts von 1500 bis heute
- 2016: Mauerschau – Bauwerk und Denkmal Schloss Tirol
- 2017: Luther und Tirol. Religion zwischen Reform, Ausgrenzung und Akzeptanz
- 2018: Fridericus dux Austriae. Der Herzog „mit der leeren Tasche“
- 2019: Mythen der Diktaturen. Kunst in Faschismus und Nationalsozialismus[3]
- 2019: Maximilianus – die Kunst des Kaisers
- 2020: Zwischen Augsburg und Venedig. Die Passeirer Malerschule[4]
- 2020/21: „Großdeutschland ruft!“ Südtiroler NS-Optionspropaganda und völkische Sozialisation[5]
- 2021: Symbol, Macht, Bewegung. Tirol im historischen Kartenbild
- 2022: Liebe, Tod und Teufel. Theater in Tirol
- 2023: Veduten. Schloss Tirol in der Kunst
- 2023: Andacht und Herrschaft. Der Altar von Schloss Tirol